# Amphilimna valida
Amphilimna valida är en ormstjärneart som först beskrevs av W.C. Clark 1939.  Amphilimna valida ingår i släktet Amphilimna, och familjen trådormstjärnor. Inga underarter finns listade.